# Lingua chagatai
La lingua chagatai (جغتای Jaġatāy uzbeco: چەغەتاي Chag'atoy; mongolo: ᠲᠰᠠᠭᠠᠳᠠᠢ Chagadai; uiguro: چاغاتاي Chāghātāy; turco: Çağatayca) è una lingua turca estinta parlata un tempo nell'Asia centrale.

## Storia
Il nome Chagatai proviene dal Khanato Chagatai, un impero successore dell'Impero Mongolo, che fu lasciato da Gengis Khan al suo secondo figlio: Chagatai. 
Molti dei turchi chagatai e tatari parlavano la lingua chagatai, e si dichiaravano discendenti del khan Chagatai.
Fu parlata anche dai primi regnanti dell'Impero Moghul nel subcontinente indiano, dove influenzò lo sviluppo della lingua indostana. Ali-Shir Nava'i fu il più grande rappresentante della letteratura chagatai.
I primi sviluppi di questa lingua sono talvolta conosciuti come Turco medio o anche semplicemente Turki.
La tradizione russa chiama questa lingua antico uzbeco.
Rimase la lingua letteraria condivisa fino all'inizio del XX secolo.

## Classificazione
Secondo Ethnologue, la classificazione della lingua chagatai è la seguente:
- Lingue altaiche
  - Lingue turche
    - Lingue turche orientali
      - Lingua chagatai